# Variedades dialectales del quechua de Huaylas
Las variedades dialectales del quechua de Huaylas son variedades lingüísticas con diferencias en la pronunciación y vocabulario. 

## Clasificaciones
Se distinguen históricamente entre tres dialectos:
- Huaraz
- Yungay
- Huaylas

Félix Julca Guerrero desarrolla en 2009 otra clasificación estableciendo dos subvariedades dialectales:
- Huaylas Norte: que incluye distritos de las provincias de Huaylas, Yungay y Carhuaz (norte) en el Callejón de Huaylas. El límite es establecido desde el río Marcará en el distrito homónimo en la provincia de Carhuaz hacia el norte.[5]
- Huaylas Sur: que incluye distritos de las provincias de Carhuaz (sur), Huaraz y Recuay en el Callejon de Huaylas. El límite es establecido desde el río Marcará hacia el sur.[5]

## Dialectos

### Huaraz

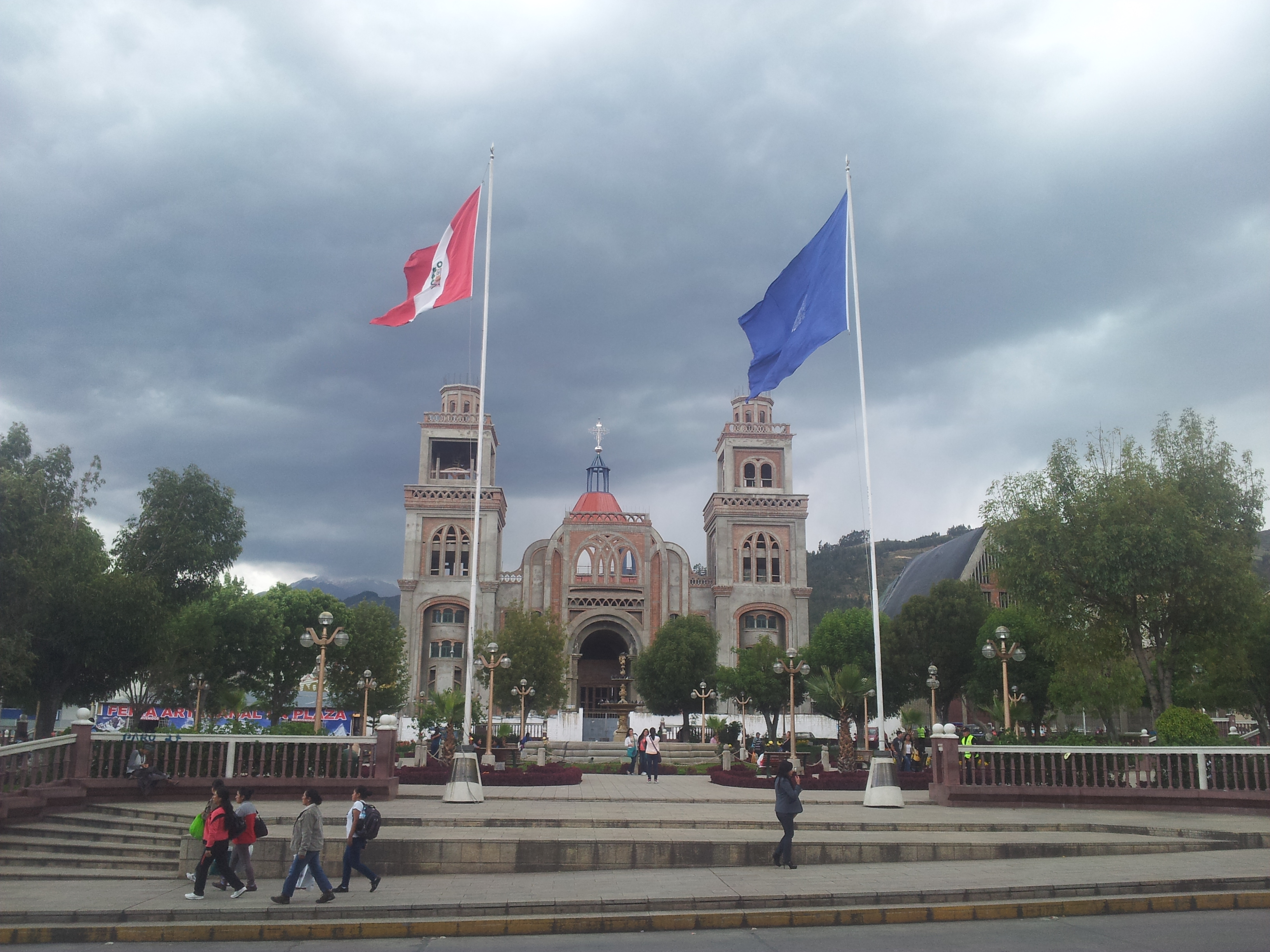
Plaza de Armas de Huaraz principal ciudad en el ámbito lingüístico del quechua de Huaraz.

El quechua de Huaraz es un dialecto del quechua de Huaylas que se habla en la ciudad de Huaraz, en la provincia de Huaraz y otras zonas cercanas. Este dialecto se caracteriza por la monoptongación de las sílabas: Aw, ay, iy y uy que se convierten en [o:],[e:],[i:] e [i:] y la presencia de vocales largas.

### Yungay

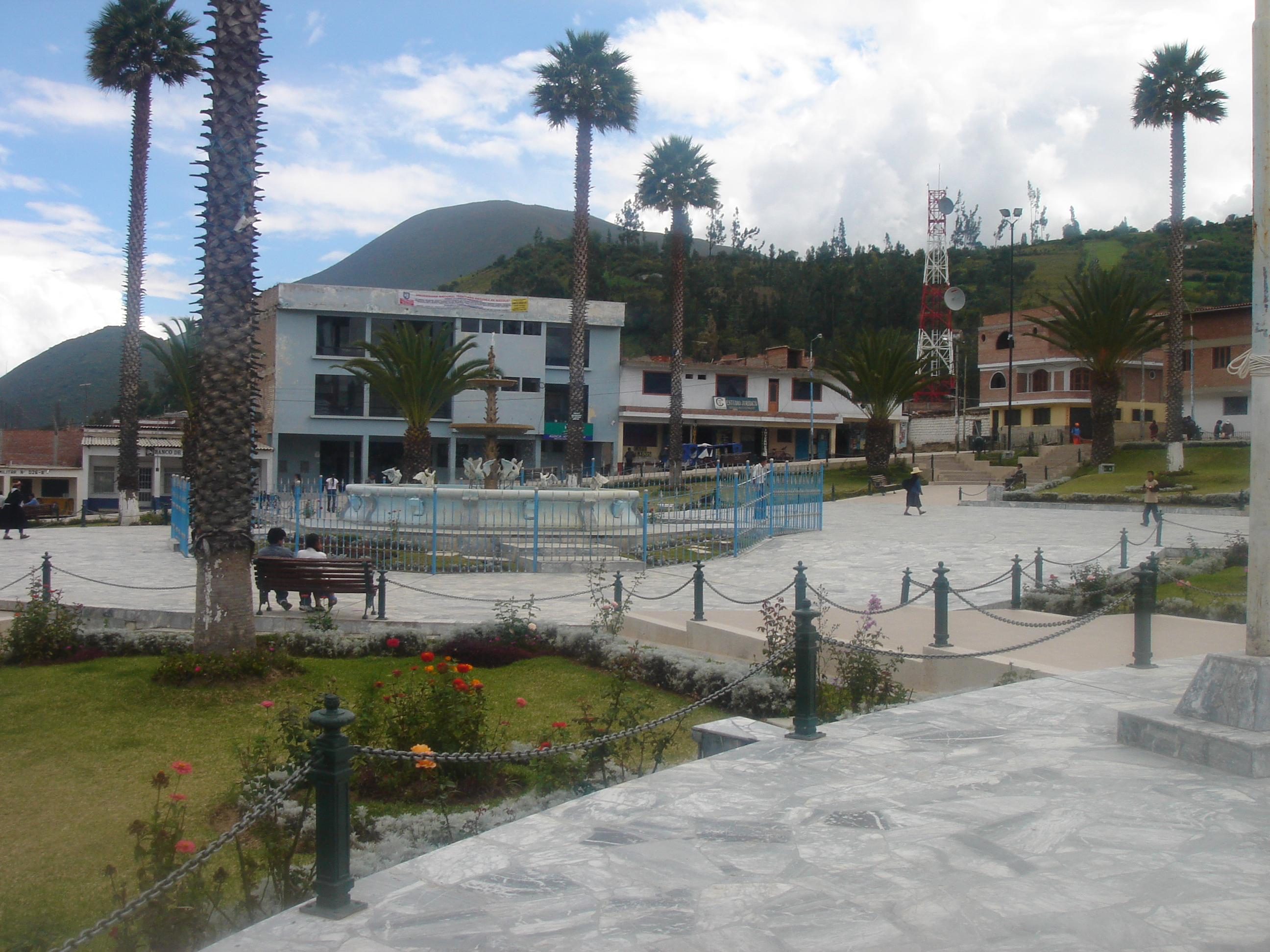
Plaza de Armas de Yungay principal ciudad en el ámbito lingüístico del quechua de Yungay.

El quechua de Yungay es un dialecto del quechua de Huaylas que se habla en la ciudad de Yungay, en la provincia de Yungay y otras zonas cercanas. Este dialecto se caracteriza por el mantener el fonema ɲ.

### Huaylas

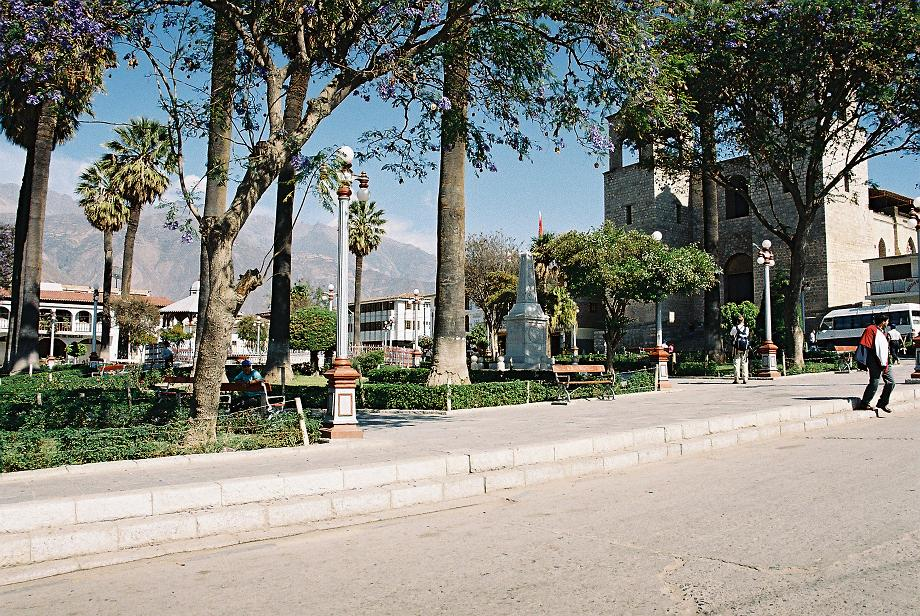
Plaza de Armas de Caraz principal ciudad en el ámbito lingüístico del quechua de Huaylas.

El quechua de Huaylas es un dialecto del quechua de Huaylas que se habla en la ciudad de Caraz, en la provincia de Huaylas y otras zonas cercanas. Este dialecto se caracteriza por el cambio fonético s→ʃ.

## Dialectos estandarizados
Ha habido varios intentos a lo largo de la historia para promover formas normalizadas de los dialectos del quechua de Huaylas.
- En 1975 al crearse una forma estandarizada del idioma con 5 vocales coexistieron 2 formas estandarizadas del idioma.
- En 1985 al pasar de una escritura pentavocálica a una escritura trivocálica las 2 formas estandarizadas pasaron a formar una sola tomando como referencia el dialecto de Huaraz.[8]